# قلعة أبي ثور
قلعة أبي ثور أو (نقحرة: كالتافوتورو) (بالإيطالية: Caltavuturo)‏ هي بلدية في مقاطعة باليرمو في صقلية الإيطالية.

## السكان
في سنة 1861 بلغ عدد السكان 4٬932 نسمة، وتطور العدد ليصل في سنة 2011 لـ 4٬171 نسمة.
يظهر هذا المخطط البياني تطور النمو السكاني لـ قلعة أبي ثور